# Teichfledermaus-Gewässer in der Nienburger Marsch
Die Teichfledermaus-Gewässer in der Nienburger Marsch sind ein Landschaftsschutzgebiet in der niedersächsischen Stadt Nienburg/Weser im Landkreis Nienburg/Weser. Kleine Teile liegen außerdem in der Gemeinde Marklohe in der Samtgemeinde Weser-Aue im Landkreis Nienburg/Weser.

## Allgemeines
Das Landschaftsschutzgebiet mit dem Kennzeichen LSG NI 63 ist 166,16 Hektar groß. Es ist vollständig Bestandteil des FFH-Gebietes „Teichfledermaus-Gewässer im Raum Nienburg“. Das Landschaftsschutzgebiet grenzt größtenteils an das Landschaftsschutzgebiet „Wesermarsch“, zu dem es vor der Ausweisung als eigenständiges Landschaftsschutzgebiet auch gehörte. Das Landschaftsschutzgebiet wurde zum 10. November 2016 ausgewiesen. Zuständige untere Naturschutzbehörde ist der Landkreis Nienburg/Weser.

## Beschreibung
Das Gebiet liegt direkt westlich von Nienburg/Weser im Überschwemmungsgebiet der Weser. Es besteht aus fünf Teilflächen: Die durch Sand- und Kiesabbau entstandenen Gewässer des „Haaken Werders“ (⊙), der „Nienburger Gruben“ (⊙) und „Die Rolle“ (⊙) sowie die Altwasser „Düsterer See“ (⊙) und „Altes Rott“ (⊙) als Reste eines ehemaligen Weserverlaufs. In den Gewässern siedeln Schwimmblatt- und Wasserlinsengesellschaften. Entlang der Ufer sind Röhrichte ausgebildet, an die sich Gehölzen mit Auwaldstrukturen anschließen. In den Teilgebieten „Haaken Werder“ und „Nienburger Gruben“ sind auch kleine Auwälder ausgebildet.
Das Gebiet ist Lebensraum und Jagdrevier der Teichfledermaus. Es bietet auch verschiedenen Vögeln und Libellen einen geeigneten Lebensraum.
Die Gewässer werden mit Einschränkungen als Angelgewässer und durch die Berufsfischerei, „Die Rolle“ auch als Badegewässer und von einem Wassersportverein als Surfgewässer genutzt.
Die Teilflächen des Landschaftsschutzgebietes werden überwiegend von intensiv genutzten, landwirtschaftlichen Nutzflächen umgeben.